# Platypalpus venaticus
Platypalpus venaticus är en tvåvingeart som beskrevs av Axel Leonard Melander 1927. Platypalpus venaticus ingår i släktet Platypalpus och familjen puckeldansflugor. Inga underarter finns listade i Catalogue of Life.